# 維金遜冰川
66°50′S 66°20′W / 66.833°S 66.333°W

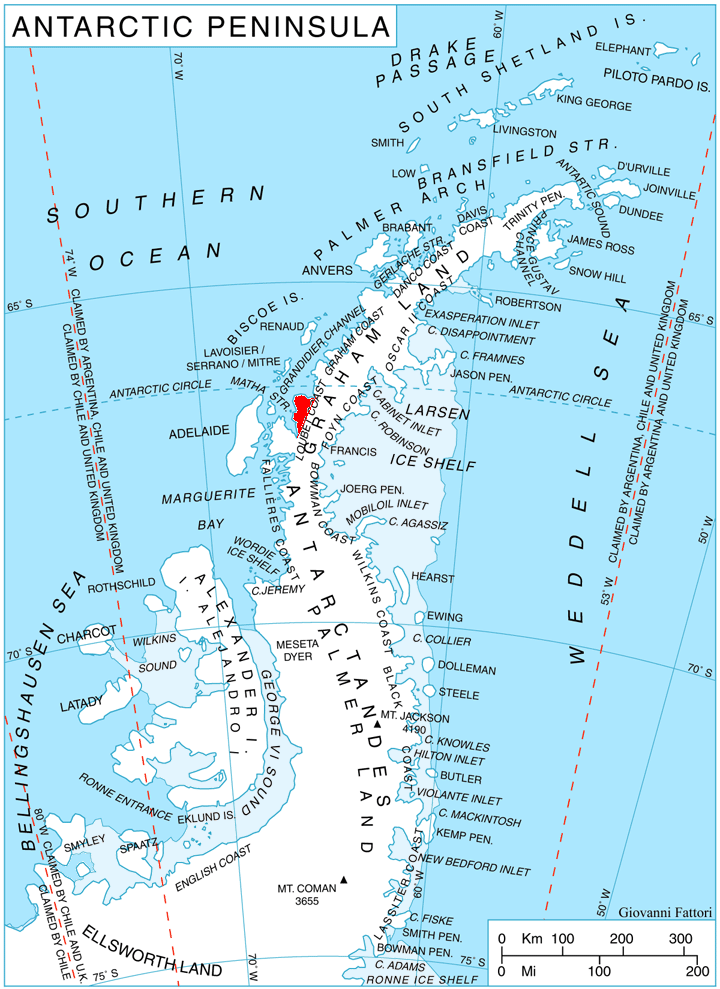

維金遜冰川是南極洲的冰川，位於佩爾尼克半島的普羅特克特高地南部，最終注入拉勒曼德港，該冰川根據英國測量隊的空中照片被繪入地圖。

## 外部連結
- SCAR Composite Gazetteer of Antarctica（页面存档备份，存于）.